# Ruud Harrewijn
Ruud Harrewijn (Strasburgo, 3 luglio 1948) è un ex cestista e allenatore di pallacanestro olandese.
È il fratello gemello di Hugo Harrewijn.

## Carriera
Da allenatore ha guidato i Paesi Bassi ai Campionati mondiali del 1986 e a due edizioni dei Campionati europei (1987, 1989).

## Palmarès

### Giocatore
- Campionato olandese: 1

Flamingo's Haarlem: 1973-73
- Coppa d'Olanda: 1

Flamingo's Haarlem: 1976

### Allenatore

#### Individuale
- DBL Coach of the Year: 2

1982-83, 1984-85